# دولت قرين عليا
دولت‌ قرين عليا هي قرية في مقاطعة سميرم، إيران. عدد سكان هذه القرية هو 70 في سنة 2006.